# Al-Rusafa, Syria
Al-Rusafa (tiếng Ả Rập: الرصافة Ruṣāfa, cũng đánh vần Rassafah, Rosafah hoặc Resafi) là một ngôi làng Syria nằm ở Subdistrict Masyaf ở quận Masyaf, nằm ở phía tây Hama và cách Masyaf khoảng 10 km về phía tây nam. Theo Cục Thống kê Trung ương Syria (CBS), al-Rusafa có dân số 1.608 trong cuộc điều tra dân số năm 2004. Cư dân của nó chủ yếu là Alawites. Đây là trang web của một pháo đài Ismaili trước đây.

## Pháo đài
Ở rìa phía bắc của ngôi làng là pháo đài al-Rusafa, nằm trên một ngọn đồi cao hơn 60 mét so với chính ngôi làng. Pháo đài phần lớn được bảo tồn, mặc dù phần lớn được bao phủ bởi cây cối và thảm thực vật. Trong thời trung cổ, nó đóng vai trò là một pháo đài phụ cho pháo đài Ismaili chính của Masyaf. Ở phạm vi lớn nhất, nó có kích thước khoảng 75 mét x 30 mét và có hình bầu dục. Pháo đài được xây dựng từ đá từ các mỏ đá địa phương và nó bao gồm ba câu chuyện.
Lối vào ở phía tây bắc của pháo đài được bảo vệ bởi một tòa tháp. Các bức tường bên ngoài bị chi phối bởi các phòng trưng bày và phòng, có lẽ đóng vai trò của các battlements. Tầng thấp nhất chứa một số phòng lưu trữ, một số trong đó được xây dựng sâu 20 mét vào lòng đất. Khu vực giữa của al-Rusafa được đánh dấu bằng sự hiện diện rộng rãi của các phòng kho tiền. Mặc dù bị hủy hoại, các tòa tháp trung tâm "vẫn còn cao" theo Peter Willey, một cơ quan có thẩm quyền đối với các lâu đài Ismaili.

## Lịch sử
Al-Rusafa được Nizari Ismailis tiếp quản vào khoảng năm 1140 CE cùng với các pháo đài khác trong vùng lân cận, cụ thể là Masyaf, Khawabi, al-Maniqa và Qulay'a. Pháo đài được xây dựng lại bởi Ismaili da'i (tù trưởng) Rashid ad-Din Sinan vào những năm 1160. Có thể là một pháo đài khác đã đứng ở vị trí của nó trước cuộc chinh phạt Ismaili. Vào tháng 5 năm 1271, Bahri Mamluk sultan Baibars đã bao vây và bắt giữ al-Rusafa từ Ismailis.

## Hình ảnh

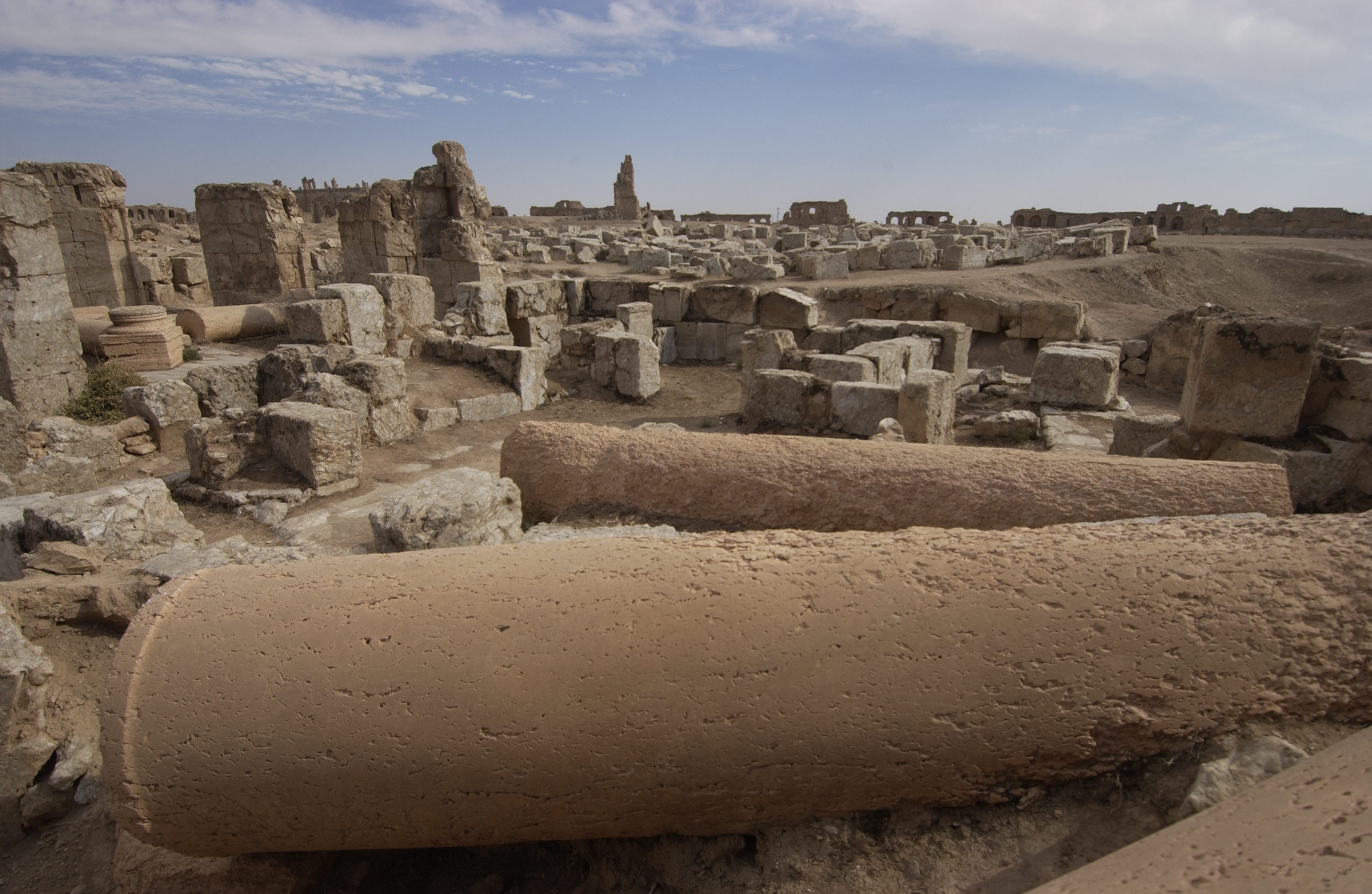
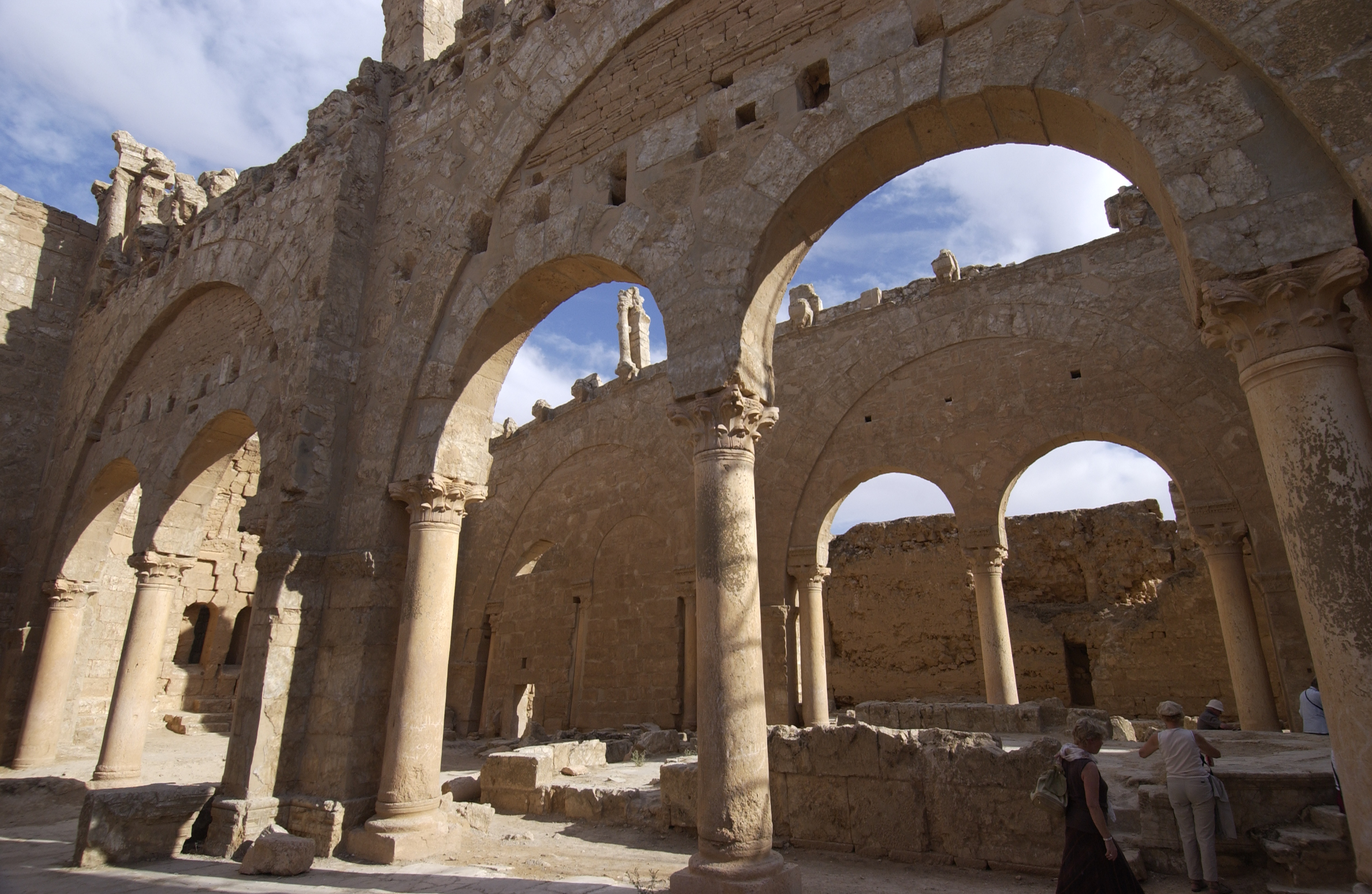
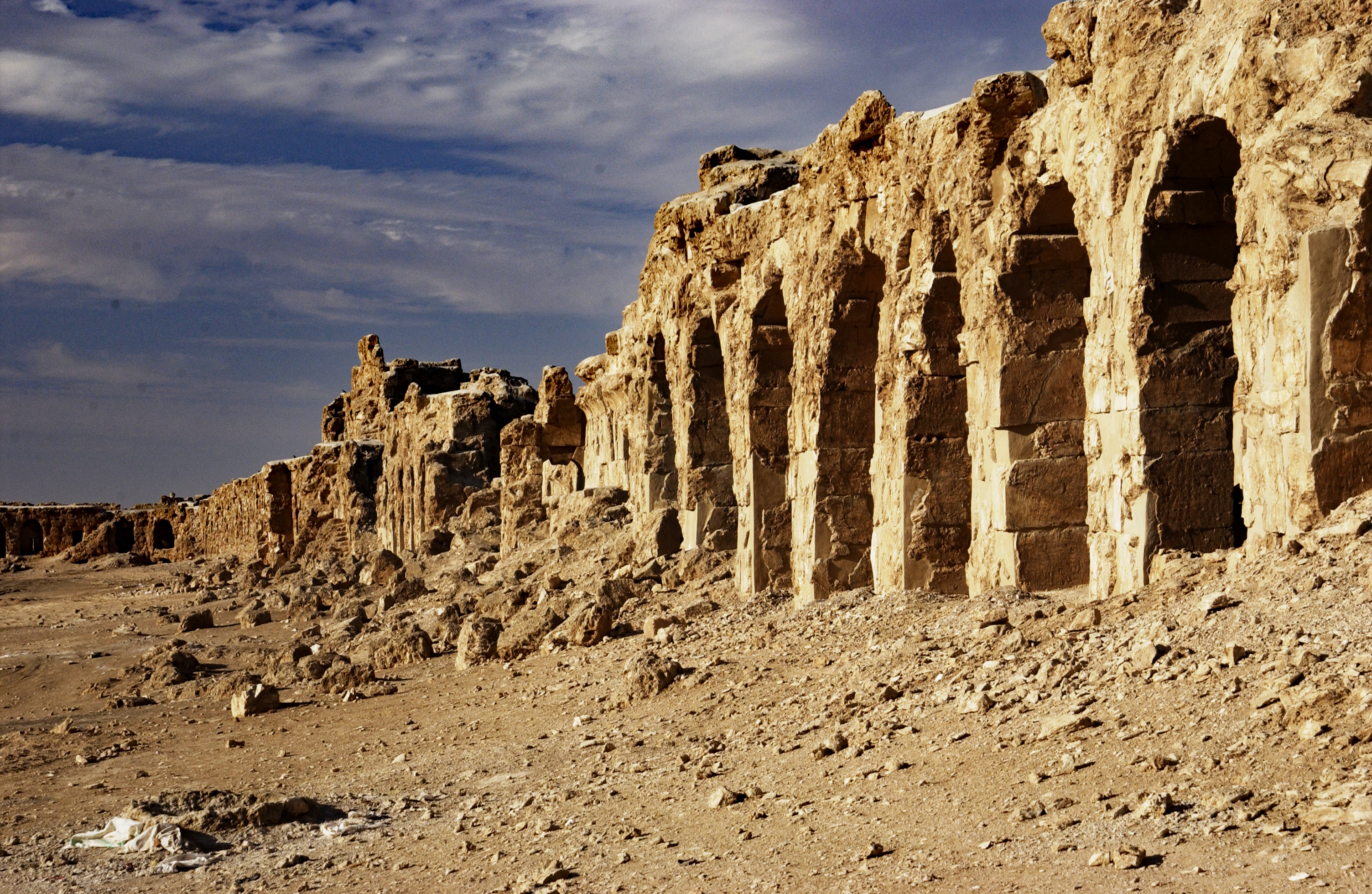
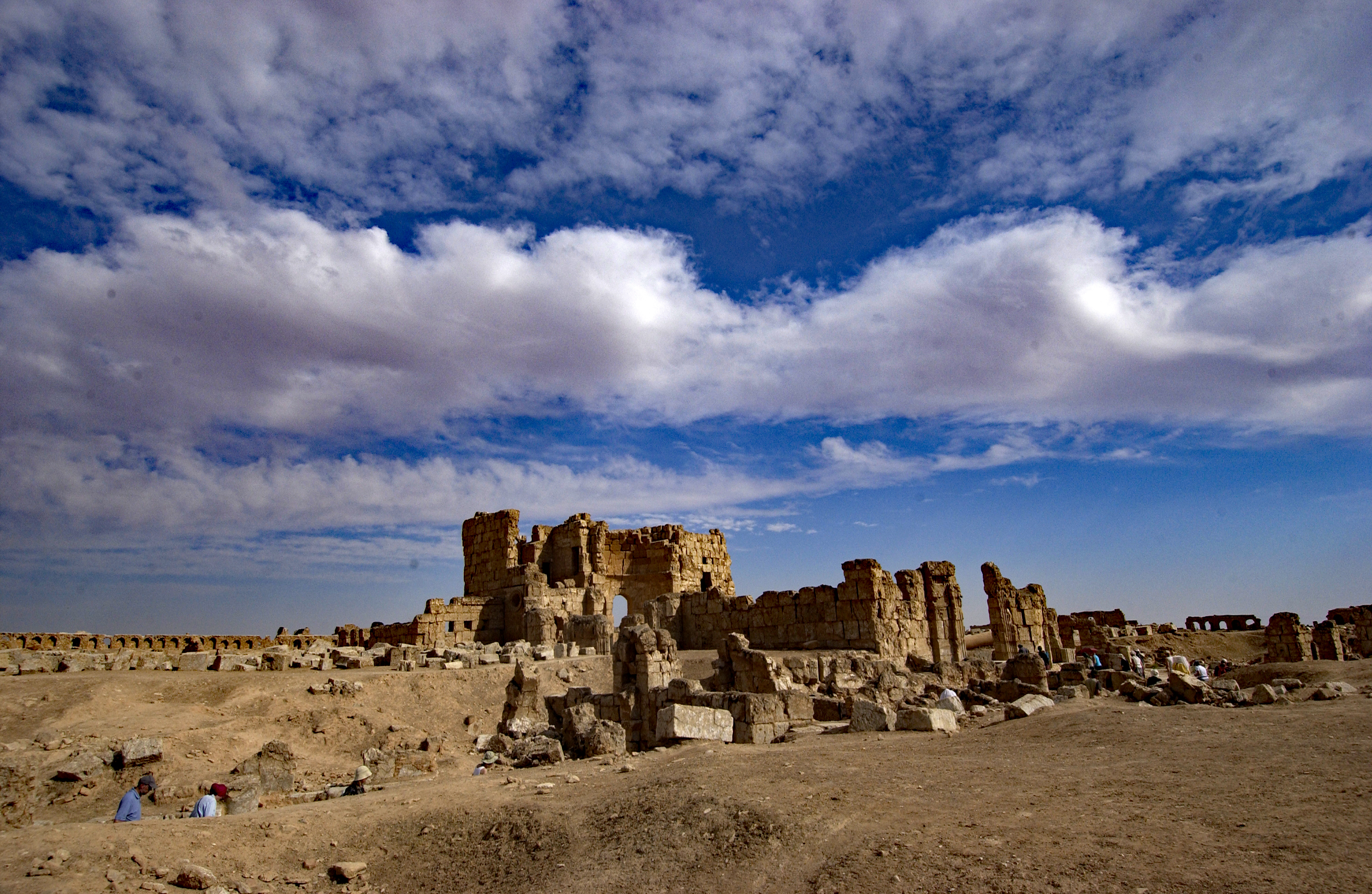